# Ariel Atkins
Ariel Asante Atkins (Dallas, 30 luglio 1996) è una cestista e allenatrice di pallacanestro statunitense, professionista nella WNBA.

## Carriera
È stata selezionata dalle Washington Mystics al primo giro del Draft WNBA 2018 (7ª scelta assoluta).
Con gli Stati Uniti ha disputato i Giochi olimpici di Tokyo 2020 e i Campionati mondiali del 2022.

## Statistiche

### College
| Anno      | Squadra         | PG  | PT  | MP   | TC%  | 3P%  | TL%  | RP  | AP  | PRP | SP  | PP   |
| --------- | --------------- | --- | --- | ---- | ---- | ---- | ---- | --- | --- | --- | --- | ---- |
| 2014-2015 | Texas Longhorns | 27  | 19  | 23,9 | 36,3 | 28,8 | 82,5 | 3,4 | 1,3 | 1,3 | 0,3 | 9,7  |
| 2015-2016 | Texas Longhorns | 27  | 14  | 21,0 | 53,6 | 35,6 | 81,9 | 3,9 | 1,3 | 1,4 | 0,3 | 11,2 |
| 2016-2017 | Texas Longhorns | 32  | 32  | 26,6 | 45,6 | 37,7 | 81,8 | 4,2 | 1,6 | 2,0 | 0,3 | 12,8 |
| 2017-2018 | Texas Longhorns | 35  | 35  | 27,7 | 53,4 | 42,0 | 85,9 | 5,5 | 3,2 | 2,5 | 0,7 | 14,9 |
| Carriera  | Carriera        | 121 | 100 | 25,1 | 47,5 | 37,3 | 83,1 | 4,3 | 1,9 | 1,9 | 0,4 | 12,4 |

### WNBA

#### Regular Season
| Anno     | Squadra       | PG  | PT  | MP   | TC%  | 3P%  | TL%  | RP  | AP  | PRP | SP  | PP   |
| -------- | ------------- | --- | --- | ---- | ---- | ---- | ---- | --- | --- | --- | --- | ---- |
| 2018     | Wash. Mystics | 29  | 24  | 22,5 | 43,2 | 35,7 | 82,4 | 2,4 | 2,1 | 1,3 | 0,3 | 11,3 |
| 2019†    | Wash. Mystics | 33  | 33  | 24,4 | 41,6 | 35,7 | 81,1 | 2,8 | 2,0 | 1,5 | 0,5 | 10,3 |
| 2020     | Wash. Mystics | 22  | 22  | 31,0 | 43,8 | 41,1 | 88,6 | 2,9 | 2,4 | 1,8 | 0,2 | 14,8 |
| 2021     | Wash. Mystics | 30  | 30  | 30,6 | 40,7 | 35,9 | 83,1 | 2,8 | 2,6 | 1,6 | 0,5 | 16,2 |
| 2022     | Wash. Mystics | 36  | 36  | 30,0 | 42,0 | 36,5 | 84,5 | 3,3 | 2,3 | 1,3 | 0,3 | 14,6 |
| 2023     | Wash. Mystics | 27  | 27  | 25,1 | 41,4 | 33,9 | 89,7 | 3,1 | 2,3 | 1,2 | 0,3 | 11,5 |
| 2024     | Wash. Mystics | 40  | 40  | 29,9 | 43,7 | 35,7 | 84,8 | 3,4 | 3,1 | 1,5 | 0,4 | 14,9 |
| Carriera | Carriera      | 217 | 212 | 27,7 | 42,3 | 36,2 | 84,9 | 3,0 | 2,4 | 1,4 | 0,4 | 13,4 |

#### Playoffs
| Anno     | Squadra       | PG | PT | MP   | TC%  | 3P%  | TL%  | RP  | AP  | PRP | SP  | PP   |
| -------- | ------------- | -- | -- | ---- | ---- | ---- | ---- | --- | --- | --- | --- | ---- |
| 2018     | Wash. Mystics | 9  | 9  | 27,9 | 48,0 | 42,4 | 87,9 | 3,7 | 1,9 | 1,1 | 0,1 | 15,2 |
| 2019†    | Wash. Mystics | 9  | 9  | 19,9 | 37,3 | 33,3 | 92,9 | 2,7 | 2,3 | 0,9 | 0,0 | 7,3  |
| 2020     | Wash. Mystics | 1  | 1  | 36,0 | 37,5 | 0,0  | 100  | 4,0 | 4,0 | 2,0 | 0,0 | 13,0 |
| 2022     | Wash. Mystics | 2  | 2  | 33,0 | 37,9 | 50,0 | 100  | 1,5 | 5,5 | 0,5 | 0,0 | 15,5 |
| 2023     | Wash. Mystics | 2  | 2  | 33,5 | 34,5 | 25,0 | 100  | 5,5 | 3,0 | 2,0 | 1,5 | 13,5 |
| Carriera | Carriera      | 23 | 23 | 26,0 | 41,6 | 37,1 | 90,7 | 3,3 | 2,6 | 1,1 | 0,2 | 11,9 |

## Palmarès
- Campionato WNBA: 1

Washington Mystics: 2019
- WNBA All-Defensive First Team (2022)
- 4 volte WNBA All-Defensive Second Team (2018, 2019, 2020, 2021)
- WNBA All-Rookie First Team (2018)